# Gestalgar
Gestalgar (em castelhano e oficialmente) ou Xestalgar (em valenciano) é um município da Espanha na província de Valência, Comunidade Valenciana. Tem 69,7 km² de área e em 2021 tinha 541 habitantes (densidade: 7,8 hab./km²).

## Demografia
| Variação demográfica do município entre 1991 e 2004 | Variação demográfica do município entre 1991 e 2004 | Variação demográfica do município entre 1991 e 2004 | Variação demográfica do município entre 1991 e 2004 |
| --------------------------------------------------- | --------------------------------------------------- | --------------------------------------------------- | --------------------------------------------------- |
| 1991                                                | 1996                                                | 2001                                                | 2004                                                |
| 606                                                 | 661                                                 | 624                                                 | 714                                                 |